# Юдитин мост
Юдитин (Юдифин) мост (чеш. Juditin most) — несохранившийся каменный мост через реку Влтава в Праге, построенный во второй половине XII века, предшественник Карлова моста. Назван в честь королевы Чехии Ютты (Юдит) Тюрингской, жены короля Владислава II. Юдитин мост был уничтожен во время наводнения 1342 года, после чего восстановлен не был, на несколько десятков метров южнее (выше по течению) его был построен Карлов мост.

## История
Самым старым способом переправы через реку Влтава был брод под Пражским замком. Позже около него был построен деревянный мост, который в 1157 году во время наводнения был разрушен. Встала задача постройки нового моста. Епископ Праги Даниэль I, вдохновлённый каменными мостами в Италии, решил пригласить итальянского специалиста и построить новый мост из камня. Его идею поддержал король Владислав, выделивший на строительство немалые деньги. Особое покровительство строительству моста оказывала королева Юдит, в чью честь мост и был назван.
Строительство моста было начато в 1158 году, а завершено в 1172 году. Мост был построен в романском стиле, прототипом, вероятно, послужил каменный мост в Регенсбурге. Длина моста составляла около 514 м, ширина его была около 10 м, однако по направлению к району Мала Страна он сужался. Мост поддерживался с помощью 27 арок. Это был первый каменный мост в Чехии, и он был один из самых длинных мостов в Европе того времени. Установлено, что мост был облицован блоками песчаника, которые скреплялись с помощью металлических скоб. Мост был украшен скульптурами. Согласно предположениям археологов, мост не был прямым, а имел изгиб. Его мостовое полотно было на 3-4 метра ниже, чем полотно Карлова моста. Мост имел важное стратегическое значение, поскольку был единственным мостом, соединявший оба берега.
В 1253 году управление мостом перешло в руки Ордена крестоносцев, основанного Анежкой, сестрой короля Вацлава I. В задачу ордена входило следить за его техническим состоянием, поскольку он немало страдал от частых наводнений. Тогда же по обеим сторонам моста строительным братством цистерцианцев из Бургундии были созданы башни с воротами. Их пилоны имели вид шестигранника. Кроме того, крестоносцы подняли полотно на метр, что сделало его шире. Для финансирования ремонтных работ за проезд по мосту брали пошлину.
3 февраля 1342 года во время ледохода арки моста оказались закупорены, в результате чего он был полностью уничтожен.
В 1357 году император Священной Римской империи и король Чехии Карл IV велел начать постройку нового каменного моста, позже названного Карловым. Его постройкой руководил Пётр Парлерж. Мост был сделан выше и шире, он был сдвинут южнее остатков Юдитиного моста.
В подвалах некоторых домов в Праге сохранились остатки арок от Юдитиного моста. Например, одна из арок располагается в подземелье Кржижовницкого монастыря на берегу Старого Города. Кроме того, на дне Влтавы сохранились основания опор. Сохранилась и так называемая Малая мостовая башня, одна из Малостранских мостовых башен, известная также под названием «Юдитина башня». В настоящее время она является составной частью Музея Карлова моста.

## Археологические исследования на месте моста
Остатки моста были обнаружены в 2009 году водолазами. Археологи обследовали обнаруженные остатки моста, составив на их основании модель моста.